# Concangis
Concangis byla pomocná pevnost v římské provincii Dolní Británie (Britannia Inferior). Její ruiny se nacházejí ve městě Chester-le-Street v hrabství Durham v  Anglii a jsou známé i jako římská pevnost Chester-le-Street. Nachází se 10 km na sever od Durhamu a 13 km jižně od města Newcastle upon Tyne.

## Název
Pojmenování Concangis je keltského původu, pravděpodobně odvozené od kořene * concos / * cancos s významem "kůň". Alternativní název zní též Concangium.

## Dějiny

### Strategická poloha

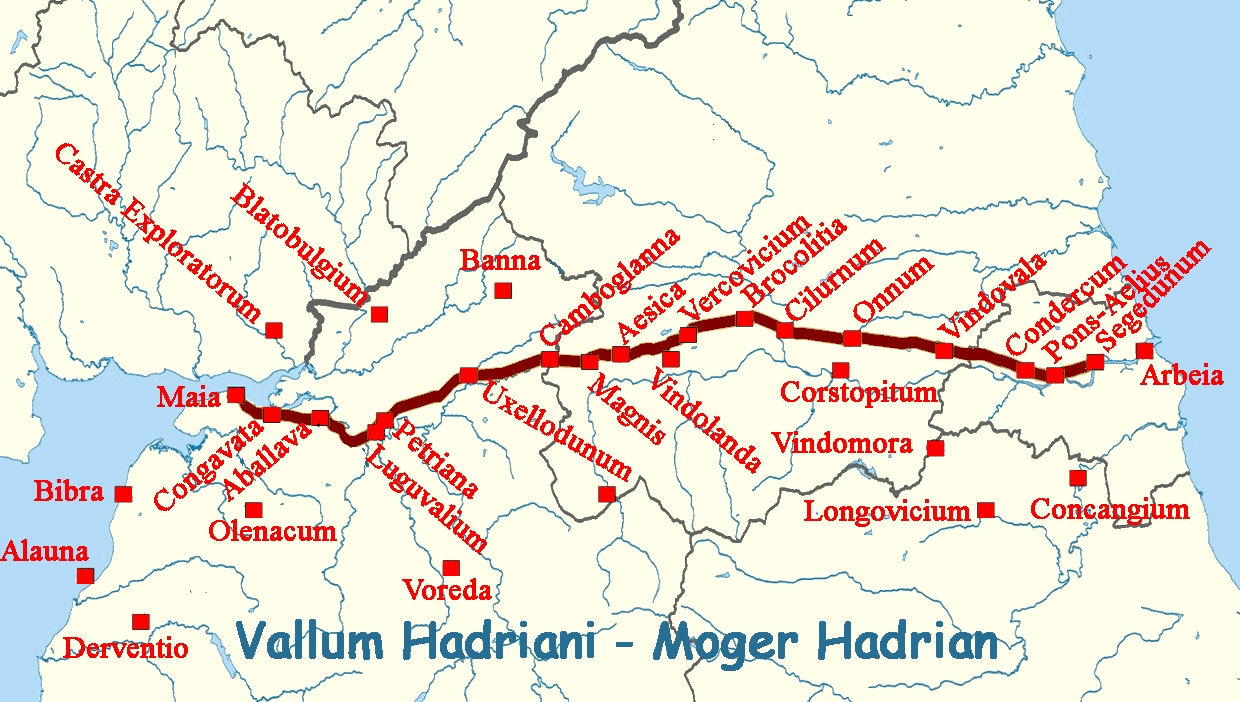
Concangis (Concangium), poloha vzhledem k Hadriánovu valu

Římská pevnost Concangis leží na východ od pevností Longovicium (ve vesnici Lanchester) a Vindomora (Ebchester) 13 km na jih od pevnosti Pons Aelius (Newcastle upon Tyne). Na západ od ní běžela důležitá římská silnice Dere Street, která spojovala pevnosti v  blízkosti Hadriánova valu a pokračovala na jih do pevnosti Eboracum (York). Poblíž vedla i starověká silnice Cade's Road, pravděpodobně od pevnosti Eboracum k pevnosti Pons Aelius.
Pevnost Concangis mohla být se silnicí Dere Street spojena také přes odbočku směřující na západ do pevnosti Longovicium, ale to dosud nebylo potvrzeno. Objevené zdivo, snad zbytek mostu přes Cong Burn, naznačuje, že zde stál most, který umožňoval dostat se do pevnosti Vindomora (Ebchester) na západ.

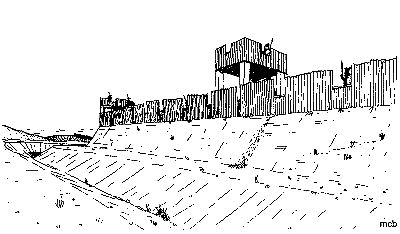
Concangis - představa o možné původní podobě hradeb

Pevnost vybudovali na vysokém útesu, díky němuž měla výhled do údolí řeky Wear na východ a na tok Cong Burn na sever, tedy ve strategicky příhodné poloze. Cesta na sever k pevnosti Pons Aelius procházela blízko pevnosti směrem na západ, takže i provoz na ní bylo snadné sledovat.

### Legie
Pevnost zabírala zhruba šest a půl akru a byla postavena nejprve ze dřeva (pravděpodobně v 70. letech 1. století našeho letopočtu) legií Legio VIIII Hispana (devátou hispánskou), a později z  kamene legií Legio II Augusta (druhou Augustovou), pravděpodobně na začátku 2. století, (jinde se také uvádí rok 216) ve stejné době, kdy se stavěl Hadriánův val, který také zčásti postavila druhá legie.

## Posádka

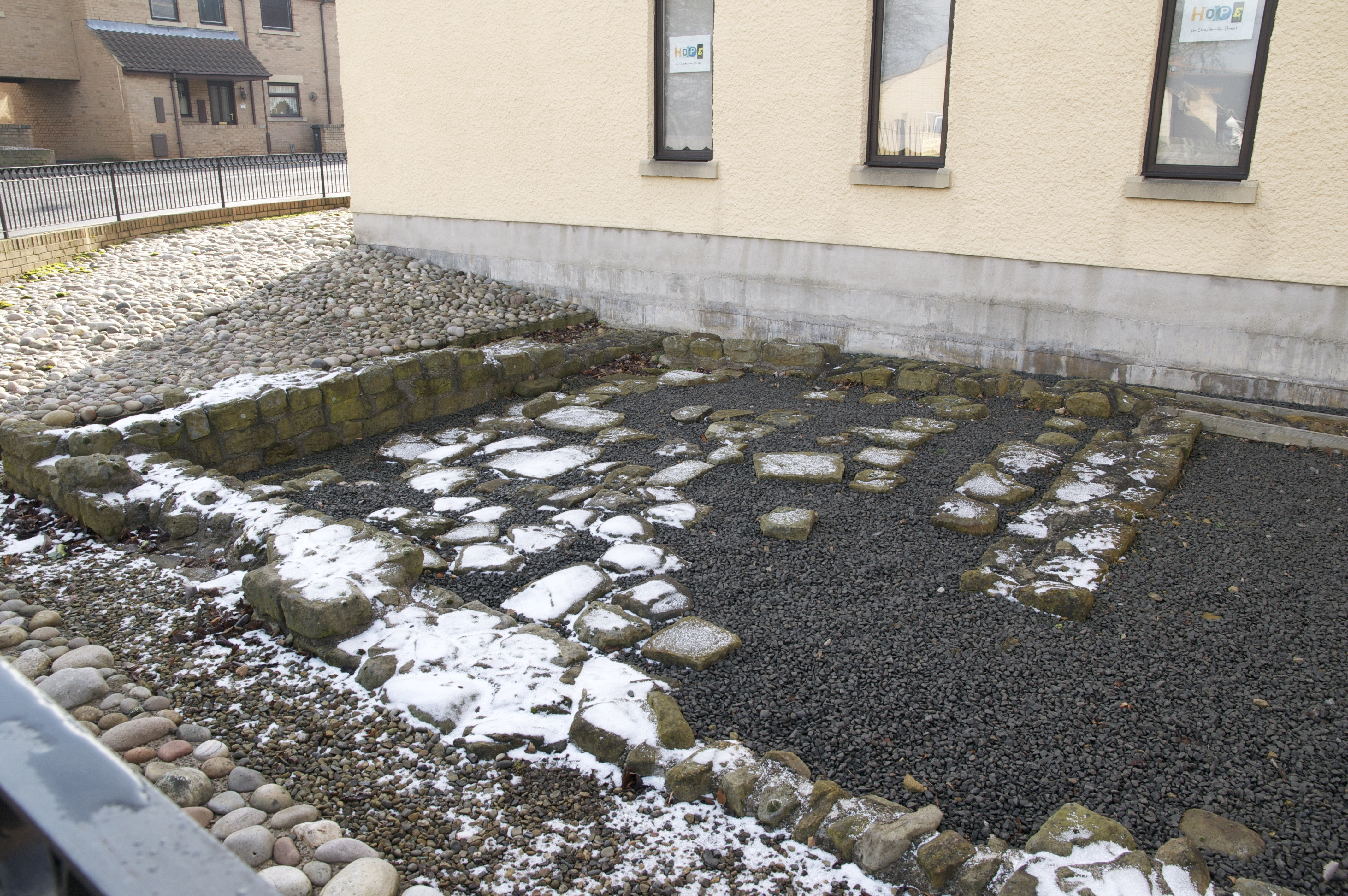
Rekonstrukce domu důstojníků

Nalezený nápis svědčí o tom, že pevnost postavila nebo přestavěla druhá Augustova legie, ale jako obvykle z  toho ještě nevyplývá, která posádka ji hájila, protože pevnosti stavěli legionáři, ale potom v  nich působily pomocné sbory,auxilia. Neúplný nápis zmiňuje Alae Antoninae, která možná zajišťovala rutinní hlídky a opravy akvaduktu a latrín. Špatný stav nápisu znemožňuje přesnou identifikaci jednotky, ale na základě nálezů v okolí a jednotek s podobnými jmény lze odvodit, že šlo o  Ala Secundae Asturum Antoniniana. Tato jednotka se zúčastnila kampaně císaře Septimia Severa v Kaledonii a byla také v jiných pevnostech, jako je například Lindum (Lincoln). K dalším úpravám pevnosti došlo ve 3. století.

## Zmínky o pevnosti v dokumentech

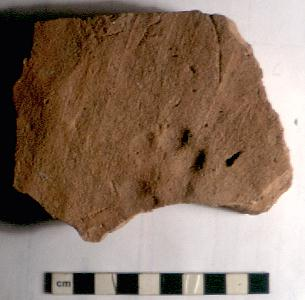
Dlaždice s otiskem psí tlapky. Concangis

Concangis je uveden v dokumentu Notitia Dignitatum (jednotka numerus vigilum Concangiensium) z 4. až 5. století i ravennské Kosmografii ze 7. století.

## Archeologické objevy

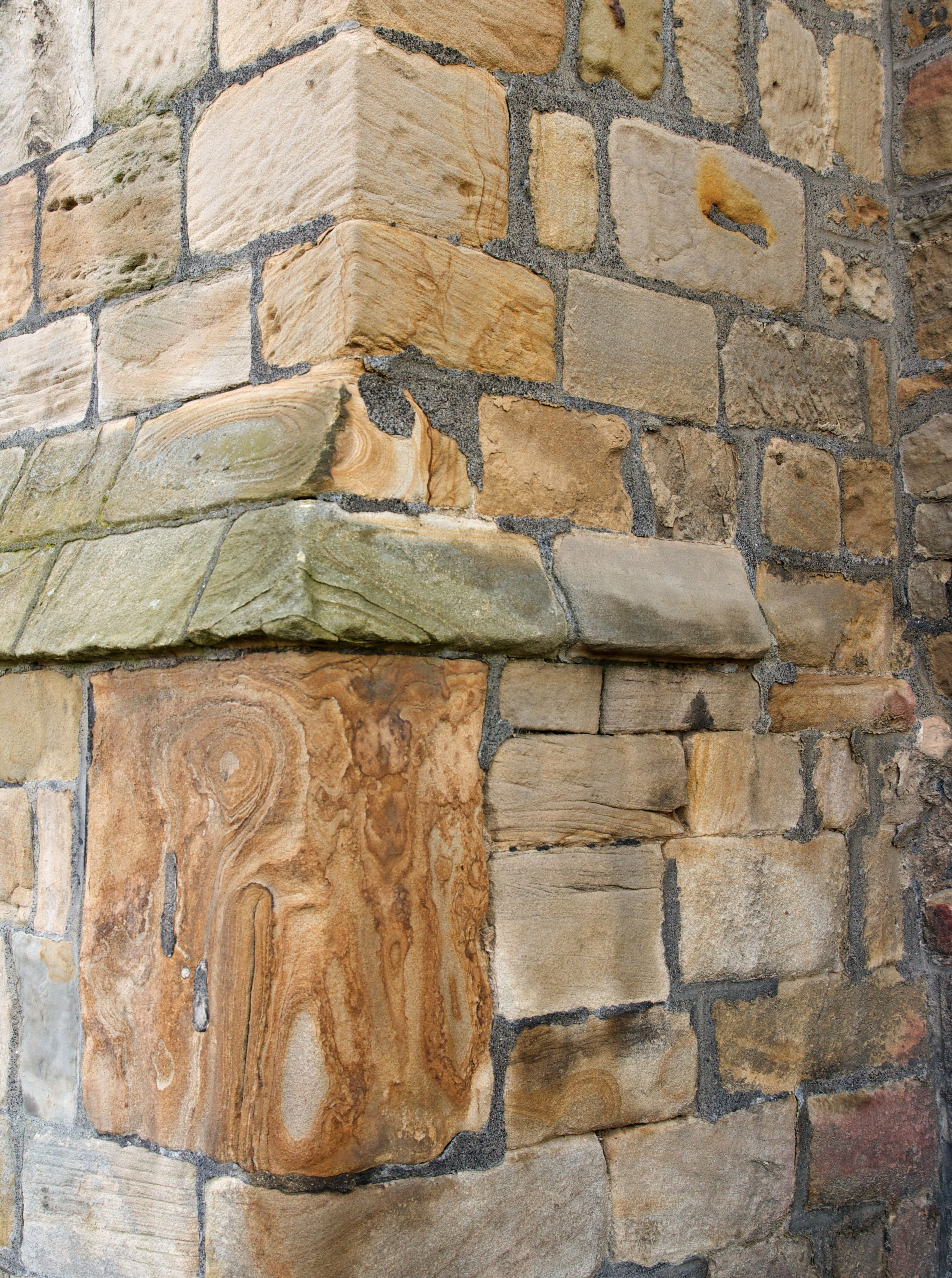
Zdivo kostela s kameny pravděpodobně z římské pevnosti, dole vlevo, nahoře vpravo, s otvory vyplněnými maltou

Vykopávky byly provedeny v letech 1978 a 1990/1991. Velká část plochy pevnosti se nachází pod městem Chester-le-Street, takže je z ní vidět jen málo, s výjimkou hradeb či zbytku domu pro důstojníky. Tamější nálezy zahrnovaly hrnčířské výrobky, kvalitní nádobí, mince, zvířecí kosti, lis na sýr a také dlaždice s otiskem psí tlapky. Objevené oltáře patřily jak válečnému bohu Martovi a bohu slunce Apollónovi, tak keltským a germánským bohům jako Digenis a Vitiris. Počet oltářů svědčí o tom, že v pevnosti žilo mnoho veteránů.
Dva velké kameny v opěrném systému farního kostela sv. Marie a sv. Cuthberta nesou stopy po přenášení krepnami, proto pravděpodobně pocházejí z římské pevnosti.
Dlaždice s iniciálami NV zřejmě naznačuje, že Numeri Vigilum zde byl během 4.  století našeho letopočtu. Byl také uveden jako Praefectus Numeri Vigilum Concangios.  
Nálezy ze širšího okolí svědčí o přítomnosti civilní osady (vicus).